# Axel Voss
Axel Voss (Hameln, 7 aprile 1963) è un avvocato e politico tedesco, dal 2009 europarlamentare per l'Unione Cristiano-Democratica di Germania (CDU).È membro del Parlamento europeo dal 2009 ed è diventato coordinatore del gruppo del Partito Popolare Europeo nella Commissione giuridica del Parlamento europeo (JURI) nel 2017. Il suo lavoro parlamentare si concentra su temi digitali e giuridici.

## Vita, formazione e inizio carriera
Voss è evangelico-luterano, sposato e ha due figlie. Dal 1983 al 1990 ha studiato diritto presso le Università di Treviri, Monaco di Baviera e Friburgo, specializzandosi così in diritto europeo e internazionale. In seguito ha fatto un soggiorno linguistico a Parigi, superando infine il primo Esame di Stato nel 1990. Dopo aver assistito il Dipartimento di Cooperazione Tecnica per lo Sviluppo dell'ONU a New York e un tirocinio presso la Corte d'appello provinciale suprema di Coblenza, ha terminato il suo secondo Esame di Stato nel 1994 e ha iniziato a lavorare come avvocato.
Più tardi nello stesso anno, Voss è diventato consigliere dei cittadini della Commissione Europea presso la rappresentanza regionale della Commissione a Bonn. Dal 2000 al 2008 ha insegnato Affari Europei presso il RheinAhrCampus di Remagen dell'Università di Scienze Applicate di Coblenza.

## Carriera politica
Voss è entrato a far parte della CDU tedesca nel 1996 e ha presieduto l'affiliazione di Bonn dal 2004 al 2009. Dal 2011 è Presidente Distrettuale della CDU nell'area del Medio Reno. Voss è anche membro del Parlamento europeo per questa stessa circoscrizione (che comprende Bonn, Colonia, Leverkusen, Rhein-Sieg- e Rhein-Erft-Kreis) dalle elezioni europee del 2009. Nella sua terza legislatura dal 2019 al 2024, è membro della Commissione Giuridica (JURI), membro supplente della Commissione per le libertà civili, la giustizia e gli affari I interni (LIBE), membro della Commissione speciale per l'intelligenza artificiale nell'era digitale (AIDA), vicepresidente della delegazione per l'Australia e la Nuova Zelanda (DANZ) e membro supplente della delegazione per l'Asia meridionale (DSAS).
Voss è stato relatore o relatore ombra per il gruppo del Partito Popolare Europeo di centro-destra (PPE) sul regolamento generale sulla protezione dei dati (GDPR), sul codice di prenotazione (PNR), sul regolamento Eurojust, sul Privacy Shield UE-USA, sulla direttiva sui contenuti digitali, sulla riforma del diritto d'autore dell'UE, sul regolamento ePrivacy, sulla relazione d'iniziativa legislativa del Parlamento europeo su un regime di responsabilità civile per l'intelligenza artificiale e sulla relazione speciale della commissione AIDA.
Nel 2014, quando Edward Snowden ha testimoniato davanti al Parlamento europeo, Voss chiese se che Snowden aveva messo in pericolo la vita di innocenti e che potenzialmente collaborava con terroristi e con i servizi segreti russi e cinesi. Tuttavia, Voss ha anche dichiarato che l'accesso clandestino di paesi terzi ai dati europei è illegale. In qualità di relatore, Voss è stato un convinto sostenitore dell'articolo 13 della direttiva europea sul diritto d'autore nel mercato unico digitale, affermando che "questa direttiva è un passo importante per correggere una situazione che ha permesso a poche aziende di guadagnare enormi somme di denaro senza remunerare adeguatamente le migliaia di creativi e giornalisti da cui dipendono".
Da quando il GDPR è stato adottato nel 2016, Voss ha ripetutamente criticato il gran numero di deroghe, l'interpretazione incoerente della legge tra gli Stati membri e le esenzioni mancanti per le piccole e medie imprese, organizzazioni, club e società, nonché per gli utenti privati. Considerando il "consenso" come la "morte della privacy", Voss sostiene con forza a favore di nuovi approcci tecnici per semplificare il trattamento dei dati (personali), accelerare la condivisione dei dati in tutta l’Europa e consentire il pieno utilizzo delle tecnologie emergenti come l'IA, proteggendo al contempo in modo più efficace i dati personali dei cittadini. Utilizzando argomentazioni simili, egli respinge anche la proposta di un nuovo regolamento ePrivacy, soprattutto perché sostituirebbe parzialmente le disposizioni GDPR come la lex specialis. Altri, come i diritti digitali europei, contraddicono le sue opinioni e sottolineano i massicci miglioramenti per la privacy dei cittadini europei.
All'inizio del 2020, i media hanno riferito dell'avvertimento di Voss che l'Europa sarebbe diventata una "colonia digitale degli USA o della Cina" se gli Stati membri non avessero potuto concordare contromisure radicali e non fossero stati disposti ad espandere massicciamente il mercato unico digitale. "L'Europa deve perseguire un terzo percorso - europeo - di digitalizzazione, che si basa sui nostri valori in materia di protezione e sovranità dei dati", ha detto Voss alla conferenza DLD di Monaco di Baviera. In seguito ha pubblicato un manifesto digitale di 19 pagine con una serie di proposte concrete alle istituzioni europee per rafforzare la sovranità digitale e la competitività geopolitica dell'Europa.

## Altre attività
- Presidente di Europa-Union Deutschland nel distretto di Bonn/Rhein-Sieg e.V.
- Vicepresidente di Mérite Européen Friendship group Germany e.V.
- Senatore di SME Europe, l'associazione commerciale ufficiale del Partito Popolare Europeo
- Rotary International, Membro
- Piattaforma logistica europea, membro del comitato consultivo[21]

## Riconoscimento
Nel 2019, Voss ha ricevuto il Digital Single Market Award al The Parliament Magazine's Annual MEP Awards.